# Nashville Predators
Nashville Predators är en amerikansk ishockeyorganisation vars lag är baserat i Nashville i Tennessee och har varit medlemsorganisation i den nordamerikanska ishockeyligan National Hockey League (NHL) sedan 4 maj 1998. Hemmaarenan är Bridgestone Arena och invigdes den 18 december 1996. Laget spelar i Central Division tillsammans med Chicago Blackhawks, Colorado Avalanche, Dallas Stars, Minnesota Wild, St. Louis Blues, Utah Mammoth och Winnipeg Jets.
Predators har inte vunnit någon Stanley Cup. De har haft en del namnkunniga spelare genom åren som Shea Weber, Ryan Suter, David Legwand, Kimmo Timonen, Tomáš Vokoun, Pekka Rinne, Jason Arnott och Patric Hörnqvist.

## Historik
Predators, som är ett av utökningslagen i NHL, spelade sin första match den 10 oktober 1998 mot Florida Panthers och förlorade då med 1-0 hemma.

### Stanley Cup-spel

#### 1990-talet
- 1999 – Missade slutspel.

#### 2000-talet
- 2000 – Missade slutspel.
- 2009 – Missade slutspel.

#### 2010-talet
- 2010 – Förlorade i första ronden mot Chicago Blackhawks med 4-2 i matcher.
- 2019 – Förlorade i första ronden mot Dallas Stars med 4-2 i matcher.

#### 2020-talet
- 2020 – Förlorade i kvalificeringsrundan mot Arizona Coyotes med 3–1 i matcher.
- 2025 – Missade slutspel.

## Nuvarande spelartrupp

### Spelartruppen 2025/2026
Senast uppdaterad: 1 juli 2025.

Alla spelare som har kontrakt med Nashville Predators och har spelat för dem under aktuell säsong listas i spelartruppen. Spelarnas löner är i amerikanska dollar och är vad de skulle få ut om de vore i NHL-truppen under hela grundserien (oktober–april). Löner i kursiv stil är ej bekräftade.
| Målvakter                                                                                     | Målvakter | Målvakter              | Målvakter        | Målvakter   | Målvakter | Målvakter | Målvakter      | Målvakter                   | Målvakter | Målvakter |
| Nr                                                                                            |           | Namn                   | Namn             | Lön 25/26   |           | Kontrakt  | Kom till laget | Kom ifrån                   |           |           |
| --------------------------------------------------------------------------------------------- | --------- | ---------------------- | ---------------- | ----------- | --------- | --------- | -------------- | --------------------------- | --------- | --------- |
| 29                                                                                            | Finland   | Justus Annunen         | Justus Annunen   | $875 000    | [ 8 ]     | 2026      | 2024           | Colorado Avalanche          |           |           |
| 74                                                                                            | Finland   | Juuse Saros            | Juuse Saros      | $11 020 000 | [ 9 ]     | 2033      | 2017           | Milwaukee Admirals          |           |           |
| --                                                                                            | Sverige   | Magnus Chrona          | Magnus Chrona    | $775 000    | [ 10 ]    | 2026      | 2024           | San Jose Barracuda          |           |           |
| --                                                                                            | Kanada    | Matt Murray            | Matt Murray      | $775 000    | [ 11 ]    | 2027      | 2024           | Texas Stars                 |           |           |
| Backar                                                                                        |           |                        |                  |             |           |           |                |                             |           |           |
| Nr                                                                                            |           | Namn                   | Namn             | Lön 25/26   |           | Kontrakt  | Kom till laget | Kom ifrån                   |           |           |
| 5                                                                                             | USA       | Kevin Gravel           | Kevin Gravel     | $775 000    | [ 12 ]    | 2026      | 2024           | Milwaukee Admirals          |           |           |
| 8                                                                                             | Sverige   | Andreas Englund        | Andreas Englund  | $775 000    | [ 13 ]    | 2026      | 2025           | Los Angeles Kings           |           |           |
| 20                                                                                            | Kanada    | Justin Barron          | Justin Barron    | $1 200 000  | [ 14 ]    | 2026      | 2024           | Montreal Canadiens          |           |           |
| 24                                                                                            | USA       | Spencer Stastney       | Spencer Stastney | $825 000    | [ 15 ]    | 2026      | 2025           | Milwaukee Admirals          |           |           |
| 37                                                                                            | USA       | Nick Blankenburg       | Nick Blankenburg | $775 000    | [ 16 ]    | 2026      | 2024           | Milwaukee Admirals          |           |           |
| 50                                                                                            | Kanada    | Tanner Molendyk        | Tanner Molendyk  | $950 000    | [ 17 ]    | 2027      | 2023           | Saskatoon Blades            |           |           |
| 51                                                                                            | Kanada    | Jack Matier            | Jack Matier      | $775 000    | [ 18 ]    | 2026      | 2023           | Ottawa 67's                 |           |           |
| 59                                                                                            | Schweiz   | Roman Josi − C         | Roman Josi − C   | $8 000 000  | [ 19 ]    | 2028      | 2011           | Milwaukee Admirals          |           |           |
| 76                                                                                            | USA       | Brady Skjei            | Brady Skjei      | $8 500 000  | [ 20 ]    | 2031      | 2024           | Carolina Hurricanes         |           |           |
| 82                                                                                            | USA       | Jordan Oesterle        | Jordan Oesterle  | $775 000    | [ 21 ]    | 2026      | 2025           | Boston Bruins               |           |           |
| 83                                                                                            | Sverige   | Adam Wilsby            | Adam Wilsby      | $775 000    | [ 22 ]    | 2027      | 2024           | Milwaukee Admirals          |           |           |
| 85                                                                                            | USA       | Ryan Ufko              | Ryan Ufko        | $925 000    | [ 23 ]    | 2027      | 2025           | Milwaukee Admirals          |           |           |
| --                                                                                            | Kanada    | Andrew Gibson          | Andrew Gibson    | $870 000    | [ 24 ]    | 2027      | 2025           | Sault Ste. Marie Greyhounds |           |           |
| --                                                                                            | Kanada    | Nicolas Hague          | Nicolas Hague    | $5 500 000  | [ 25 ]    | 2029      | 2025           | Vegas Golden Knights        |           |           |
| --                                                                                            | USA       | Nick Perbix            | Nick Perbix      | $2 750 000  | [ 26 ]    | 2027      | 2025           | Tampa Bay Lightning         |           |           |
| Forwards                                                                                      |           |                        |                  |             |           |           |                |                             |           |           |
| Nr                                                                                            |           | Namn                   | Pos              | Lön 25/26   |           | Kontrakt  | Kom till laget | Kom ifrån                   |           |           |
| 9                                                                                             | Sverige   | Filip Forsberg         | VF               | $10 000 000 | [ 27 ]    | 2030      | 2013           | Leksands IF                 |           |           |
| 21                                                                                            | Kanada    | Jake Lucchini          | YF/C             | $775 000    | [ 28 ]    | 2026      | 2025           | Milwaukee Admirals          |           |           |
| 25                                                                                            | Finland   | Joakim Kemell          | HF               | $855 000    | [ 29 ]    | 2027      | 2025           | Milwaukee Admirals          |           |           |
| 36                                                                                            | USA       | Cole Smith             | HF/VF            | $1 000 000  | [ 30 ]    | 2026      | 2021           | Milwaukee Admirals          |           |           |
| 40                                                                                            | Ryssland  | Fjodor Svetjkov        | C/VF             | $925 000    | [ 31 ]    | 2026      | 2024           | Milwaukee Admirals          |           |           |
| 47                                                                                            | USA       | Michael McCarron       | HF/C             | $900 000    | [ 32 ]    | 2026      | 2021           | Milwaukee Admirals          |           |           |
| 48                                                                                            | Kanada    | Kalan Lind             | VF               | $870 000    | [ 33 ]    | 2027      | 2025           | Red Deer Rebels             |           |           |
| 49                                                                                            | Kanada    | Reid Schaefer          | VF               | $855 000    | [ 34 ]    | 2027      | 2023           | Seattle Thunderbirds        |           |           |
| 52                                                                                            | Kanada    | Matthew Wood           | VF/C             | $950 000    | [ 35 ]    | 2027      | 2025           | Minnesota Golden Gophers    |           |           |
| 58                                                                                            | Kanada    | Michael Bunting        | VF               | $4 500 000  | [ 36 ]    | 2026      | 2025           | Pittsburgh Penguins         |           |           |
| 68                                                                                            | Kanada    | Zachary L'Heureux      | VF               | $832 500    | [ 37 ]    | 2026      | 2024           | Milwaukee Admirals          |           |           |
| 76                                                                                            | Kanada    | Narvin Mutter          | VF               | $775 000    | [ 38 ]    | 2026      | 2022           | Kitchener Rangers           |           |           |
| 81                                                                                            | Kanada    | Jonathan Marchessault  | HF/VF            | $6 850 000  | [ 39 ]    | 2029      | 2024           | Vegas Golden Knights        |           |           |
| 89                                                                                            | Kanada    | Ozzy Wiesblatt         | HF/VF            | $775 000    | [ 40 ]    | 2027      | 2025           | Milwaukee Admirals          |           |           |
| 90                                                                                            | Kanada    | Ryan O'Reilly − A      | C                | $4 000 000  | [ 41 ]    | 2027      | 2023           | Toronto Maple Leafs         |           |           |
| 91                                                                                            | Kanada    | Steven Stamkos1 − 2008 | VF/C             | $8 750 000  | [ 42 ]    | 2028      | 2024           | Tampa Bay Lightning         |           |           |
| 93                                                                                            | Kanada    | Austin Roest           | HF               | $845 000    | [ 43 ]    | 2027      | 2024           | Everett Silvertips          |           |           |
| --                                                                                            | Sverige   | David Edstrom          | C                | $950 000    | [ 44 ]    | 2027      | 2024           | Frölunda HC                 |           |           |
| --                                                                                            | Kanada    | Hiroki Gojsic          | HF               | $865 000    | [ 45 ]    | 2027      | 2024           | Kelowna Rockets             |           |           |
| --                                                                                            | Finland   | Erik Haula             | C/VF             | $2 400 000  | [ 46 ]    | 2026      | 2025           | New Jersey Devils           |           |           |
| --                                                                                            | Kanada    | Cole O'Hara            | HF               | $860 000    | [ 47 ]    | 2027      | 2025           | UMass Minutemen             |           |           |
| --                                                                                            | Kanada    | Ryder Rolston          | C/YF             | $925 000    | [ 48 ]    | 2026      | 2024           | Rockford Icehogs            |           |           |
| --                                                                                            | Kanada    | Philip Tomasino        | VF/HF            | $1 750 000  | [ 49 ]    | 2026      | 2025           | Pittsburgh Penguins         |           |           |
| --                                                                                            | Kanada    | Joey Willis            | C/VF             | $860 000    | [ 50 ]    | 2028      | 2025           | Kingston Frontenacs         |           |           |
| Positioner: C – HF – VF – YF \| C = Lagkapten; A = Assisterande lagkapten \| = Långtidsskadad |           |                        |                  |             |           |           |                |                             |           |           |

#### Spelargalleri

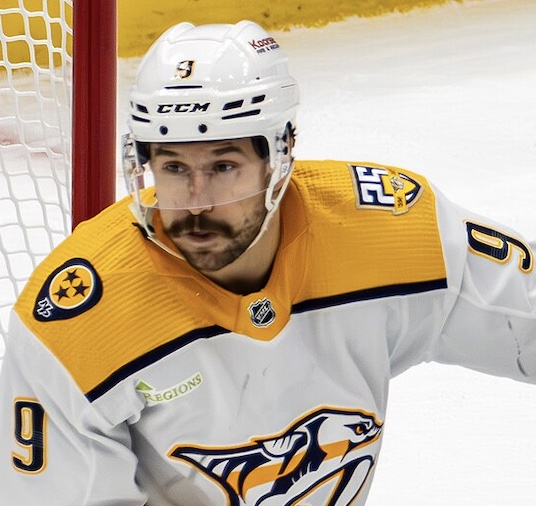
Filip Forsberg
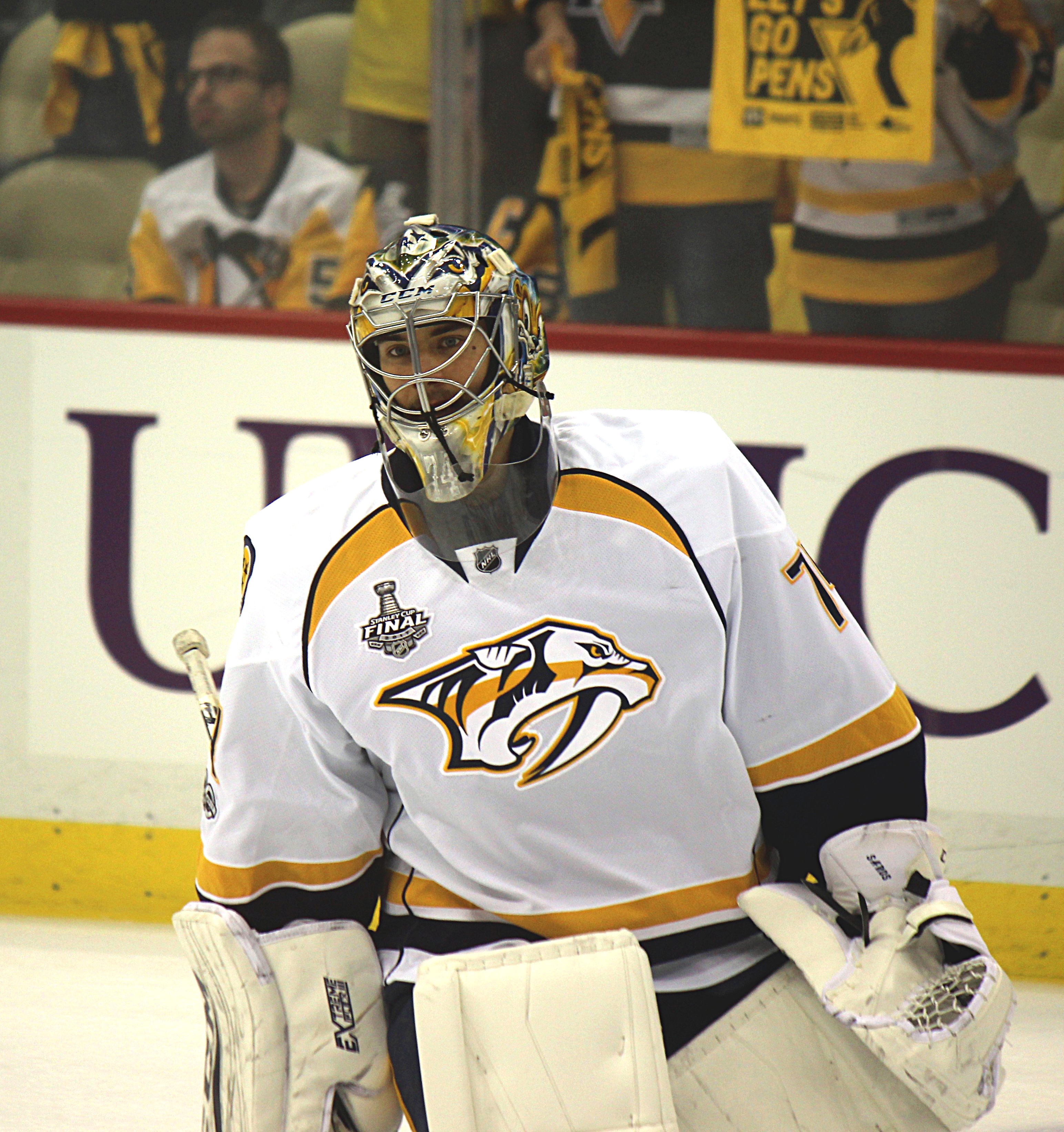
Juuse Saros

## Organisationen
Källa:

Huvudkontoret

Bridgestone Arena

501 Broadway

Nashville, TN 37203
Träningsaläggningen

Ford Ice Center

5264 Hickory Hollow Parkway

Antioch, TN, 37013

### Ledningen
Källa: 

Uppdaterat: 1 juli 2023
| Yrkestitel                                           | Namn                    |
| ---------------------------------------------------- | ----------------------- |
| Ägare                                                | Predators Holdings, LLC |
| Ordförande                                           | Herb Fritch             |
| President för affärsverksamheten & vd                | Sean Henry              |
| Exekutiv vicepresident & CFO                         | Michelle Kennedy        |
| President för ishockeyverksamheten & general manager | Barry Trotz             |
| Assisterande general manager                         |                         |

### Lagledningen
Källa: 

Uppdaterat: 1 juni 2023
| Yrkestitel                     | Namn                |
| ------------------------------ | ------------------- |
| Chef för ishockeyverksamheten  | Brian Poile         |
| Tränare                        | Andrew Brunette     |
| Assisterande tränare           | Dan Hinote          |
|                                | Todd Richards       |
| Målvaktstränare                | Ben Vanderklok      |
| Tekniktränare                  | Sébastien Bordeleau |
| Fystränare                     | David Good          |
| Videocoach                     | Lawrence Feloney    |
| Chef för spelarutveckling      | Scott Nichol        |
| Utvecklingstränare (forwards)  | Nathan Gerbe        |
| Utvecklingstränare (backar)    | Rob Scuderi         |
| Utvecklingstränare (målvakter) | Dave Rook           |

#### Scoutverksamheten
Källa:

Uppdaterat: 9 september 2016

| Yrkestitel              | Namn                 |
| ----------------------- | -------------------- |
| Chefsscout              | Vakant               |
| Professionella scouter  | Nick Beverley        |
| Område: NHL             | Rob Cowie            |
|                         | Shawn Dineen         |
| Nordamerikanska scouter | Jean-Philippe Glaude |
| Område: Nordamerika     | Tom Nolan            |
|                         | Ryan Rezmierski      |
|                         | Glen Sanders         |
|                         | David Westby         |
| Europeiska scouter      | Martin Bakula        |
| Område: Europa          | Lucas Bergman        |
|                         | Janne Kekäläinen     |

### Farmarlag
| Primära farmarlag - Milwaukee Admirals (IHL), 1998–2001 - Milwaukee Admirals (AHL), 2001–2020 - Chicago Wolves (AHL), 2020–2021 - Milwaukee Admirals (AHL), 2021– | Sekundära farmarlag - Hampton Roads Admirals (ECHL), 1998–1999 - New Orleans Brass (ECHL), 2000–2001 - Cincinnati Cyclones (ECHL), 2001–2002 - Toledo Storm (ECHL), 2003–2004 - Rockford IceHogs (UHL), 2006–2007 - Cincinnati Cyclones (ECHL), 2007–2017 - Norfolk Admirals (ECHL), 2017–2018 - Florida Everblades (ECHL), 2019–2020 |

## Arena
|  | Arenans namn                                                                     | Kapacitet | Stad                      | Byggkostnad (2014 års pengavärde) | Inflyttad | Utflyttad | Riven |
|  | -------------------------------------------------------------------------------- | --------- | ------------------------- | --------------------------------- | --------- | --------- | ----- |
|  | Bridgestone Arena (Nashville Arena, Gaylord Entertainment Center, Sommet Center) | 17,113    | Nashville, Tennessee, USA | $144 miljoner ($217 miljoner)     | 1998      |           |       |

## Utmärkelser

### Pensionerade nummer
Predators har pensionerat ett spelarnummer medan själva ligan har pensionerat ett annat spelarnummer.
| - #35 – Pekka Rinne (2005–2021) | - #99 – Wayne Gretzky (NHL) |

### Hall of Famers

#### Spelare
| - Paul Kariya (invald 2017) - Spelade i Nashville Predators mellan 2005 och 2007. | - Peter Forsberg (invald 2014) - Spelade i Nashville Predators 2007. |

#### Ledare
| Ingen ledare har blivit invald till Hockey Hall of Fame. |

### Troféer

#### Lag
Clarence S. Campbell Bowl (1)
- 2016–2017

Presidents' Trophy (1)
- 2017–2018

#### Spelare
| Bill Masterton Memorial Trophy (1) - Steve Sullivan: 2008–2009 General Manager of the Year Award/Jim Gregory General Manager of the Year Award (1) - David Poile: 2019–2020 James Norris Memorial Trophy (1) - Roman Josi: 2019–2020 King Clancy Memorial Trophy (1) - Pekka Rinne: 2020–2021 Lester Patrick Trophy (1) - David Poile: 2000–2001 | Mark Messier Leadership Award (2) - Shea Weber: 2015–2016 - Wayne Simmonds: 2018–2019 NHL Foundation Player Award (1) - Mike Fisher: 2011–2012 Vézina Trophy (1) - Pekka Rinne: 2017–2018 |

## General managers
Källa: 
| - David Poile, 1997–2023 | - Barry Trotz, 2023– |

## Tränare
Källa: 
| - Barry Trotz, 1998–2014 - Peter Laviolette, 2014–2020 | - John Hynes, 2020–2023 - Andrew Brunette, 2023– |

## Lagkaptener
Källa: 
| - Tom Fitzgerald, 1998–2002 - Greg Johnson, 2002–2006 - Kimmo Timonen, 2006–2007 - Jason Arnott, 2007–2010 | - Shea Weber, 2010–2016 - Mike Fisher, 2016–2017 - Roman Josi, 2017– |

## Statistik
Uppdaterat efter säsong 2021–2022.

### Poängledare
Topp tio för mest poäng i klubbens historia. Siffrorna uppdateras efter varje genomförd säsong.

Pos = Position; SM = Spelade matcher; M = Mål; A = Assists; P = Poäng; P/M = Poäng per match * = Fortfarande aktiv i laget ** = Fortfarande aktiv i NHL

#### Grundserie
| Spelare         | Pos | SM  | M   | A   | P   | P/M  |
| David Legwand   | C   | 956 | 210 | 356 | 566 | 0,59 |
| Roman Josi*     | B   | 760 | 140 | 402 | 542 | 0,71 |
| Martin Erat     | HF  | 723 | 163 | 318 | 481 | 0,67 |
| Filip Forsberg* | VF  | 566 | 220 | 249 | 469 | 0,83 |
| Shea Weber**    | B   | 763 | 166 | 277 | 443 | 0,58 |
| Ryan Johansen*  | C   | 478 | 98  | 236 | 334 | 0,70 |
| Craig Smith*    | C   | 661 | 162 | 168 | 330 | 0,50 |
| Kimmo Timonen   | B   | 573 | 79  | 222 | 301 | 0,53 |
| Ryan Ellis**    | B   | 562 | 75  | 195 | 270 | 0,48 |
| J-P Dumont      | HF  | 388 | 93  | 174 | 267 | 0,69 |

#### Slutspel
| Spelare            | Pos | SM | M  | A  | P  | P/M  |
| Filip Forsberg*    | VF  | 75 | 29 | 24 | 53 | 0,71 |
| Ryan Johansen*     | C   | 61 | 17 | 31 | 48 | 0,79 |
| Roman Josi*        | B   | 85 | 11 | 31 | 42 | 0,49 |
| Ryan Ellis**       | B   | 74 | 7  | 31 | 38 | 0,51 |
| Mattias Ekholm*    | B   | 75 | 6  | 29 | 35 | 74   |
| Shea Weber**       | B   | 59 | 13 | 15 | 28 | 0,47 |
| David Legwand      | C   | 47 | 13 | 15 | 28 | 0,60 |
| Viktor Arvidsson** | VF  | 61 | 12 | 15 | 27 | 0,44 |
| Colin Wilson**     | C   | 47 | 13 | 11 | 24 | 0,51 |
| Mike Fisher        | C   | 71 | 10 | 14 | 24 | 0,34 |

## Svenska spelare
Uppdaterat: 2016-09-09

### Målvakter
Ma = Matcher, V = Vinster, F = Förluster, Ö = Övertidsvinster, GAA = Insläppta mål i genomsnitt, SVS% = Räddningsprocent, N = Hållit nollan (Hållit nollan det vill säga att motståndarlaget har ej lyckats göra mål på målvakten under en match), SC = Antal Stanley Cup spelaren har vunnit med laget, ¹ = Grundserie, ² = Slutspel
| Spelare         | Nr | Från | Till | M¹ | V¹ | F¹ | Ö¹ | GAA¹ | SVS%¹ | N¹ | M² | V² | F² | GAA² | SVS%² | N² | SC |        |
| --------------- | -- | ---- | ---- | -- | -- | -- | -- | ---- | ----- | -- | -- | -- | -- | ---- | ----- | -- | -- | ------ |
| Anders Lindbäck | 39 | 2010 | 2012 | 38 | 16 | 13 | 2  | 2,53 | .914  | 2  | 1  | 0  | 0  | 0,00 | 1.000 | 0  | 0  | [ 67 ] |
| Magnus Hellberg | 45 | 2012 | 2015 | 1  | 0  | 0  | 0  | 5,00 | .750  | 0  | 0  | 0  | 0  | 0,00 | 1.000 | 0  | 0  | [ 68 ] |

### Utespelare
Ma = Matcher, Må = Mål, A = Assists, P = Poäng, Utv = Utvisningsminuter, SC = Antal Stanley Cup spelaren har vunnit med laget, ¹ = Grundserie, ² = Slutspel
| Spelare           | Pos | Nr | K/A | Från | Till | Ma¹ | Må¹ | A¹  | P¹  | Utv¹ | Ma² | Må² | A² | P² | Utv² | SC |        |
| ----------------- | --- | -- | --- | ---- | ---- | --- | --- | --- | --- | ---- | --- | --- | -- | -- | ---- | -- | ------ |
| Patric Kjellberg  | VF  | 10 | A   | 1998 | 2001 | 246 | 49  | 77  | 126 | 56   | 0   | 0   | 0  | 0  | 0    | 0  | [ 69 ] |
| Niklas Andersson  | VF  | 36 |     | 2000 | 2000 | 7   | 0   | 1   | 1   | 0    | 0   | 0   | 0  | 0  | 0    | 0  | [ 70 ] |
| Jonas Andersson   | HF  | 48 |     | 2001 | 2002 | 5   | 0   | 0   | 0   | 0    | 0   | 0   | 0  | 0  | 0    | 0  | [ 71 ] |
| Andreas Johansson | VF  | 21 |     | 2002 | 2004 | 103 | 32  | 32  | 64  | 48   | 6   | 0   | 0  | 0  | 0    | 0  | [ 72 ] |
| Peter Forsberg    | C   | 21 |     | 2007 | 2007 | 17  | 2   | 13  | 15  | 5    | 5   | 2   | 2  | 4  | 12   | 0  | [ 73 ] |
| Patric Hörnqvist  | HF  | 27 | A   | 2008 | 2014 | 363 | 106 | 110 | 216 | 173  | 24  | 3   | 5  | 8  | 12   | 0  | [ 74 ] |
| Andreas Thuresson | HF  | 12 |     | 2009 | 2011 | 25  | 1   | 2   | 3   | 6    | 0   | 0   | 0  | 0  | 0    | 0  | [ 75 ] |
| Linus Klasen      | HF  | 58 |     | 2010 | 2011 | 4   | 0   | 0   | 0   | 0    | 0   | 0   | 0  | 0  | 0    | 0  | 0      |
| Mattias Ekholm    | B   | 14 | A   | 2011 | 2023 | 719 | 62  | 206 | 268 | 347  | 75  | 6   | 29 | 35 | 74   | 0  | [ 76 ] |
| Niclas Bergfors   | HF  | 19 |     | 2011 | 2011 | 11  | 1   | 1   | 2   | 2    | 0   | 0   | 0  | 0  | 0    | 0  | [ 77 ] |
| Daniel Bång       | VF  | 50 |     | 2012 | 2013 | 8   | 0   | 2   | 2   | 0    | 0   | 0   | 0  | 0  | 0    | 0  | [ 78 ] |
| Filip Forsberg    | HF  | 9  | A   | 2013 |      | 608 | 238 | 269 | 507 | 254  | 75  | 29  | 24 | 53 | 40   | 0  | [ 79 ] |
| Calle Järnkrok    | C   | 19 |     | 2014 | 2021 | 508 | 94  | 117 | 211 | 113  | 63  | 3   | 12 | 15 | 10   | 0  | [ 80 ] |
| Pontus Åberg      | HF  | 46 |     | 2016 | 2018 | 52  | 3   | 7   | 10  | 12   | 18  | 2   | 3  | 5  | 2    | 0  | [ 81 ] |
| Viktor Stålberg   | VF  | 25 |     | 2013 | 2015 | 95  | 10  | 18  | 28  | 50   | 6   | 1   | 2  | 3  | 0    | 0  | [ 82 ] |
| Viktor Arvidsson  | VF  | 33 |     | 2014 | 2021 | 385 | 127 | 112 | 239 | 172  | 61  | 12  | 15 | 27 | 39   | 0  | [ 83 ] |
| Petter Granberg   | B   | 8  |     | 2015 | 2017 | 37  | 0   | 2   | 2   | 23   | 0   | 0   | 0  | 0  | 0    | 0  |        |
| Gustav Nyquist    | VF  | 14 |     | 2023 | 2025 | 138 | 32  | 64  | 96  | 20   | 6   | 1   | 3  | 4  | 2    | 0  |        |
| Samuel Fagemo     | VF  | 11 |     | 2023 | 2024 | 1   | 0   | 1   | 0   | 0    | 0   | 0   | 0  | 0  | 0    | 0  |        |
| Adam Wilsby       | B   | 83 |     | 2024 |      | 0   | 0   | 0   | 0   | 0    | 0   | 0   | 0  | 0  | 0    | 0  |        |

## Första draftvalen
Källa:
| - 1998: David Legwand (Predators, Red Wings) (1998–, C) Vald som nummer två. - 1999: Brian Finley (Predators, Bruins) (2002–2003, 2006–2007, MV) Vald som nummer sex. - 2000: Scott Hartnell (Predators, Flyers, Blue Jackets) (2000–, HF) Vald som nummer sex. - 2001: Dan Hamhuis (Predators, Canucks, Stars) (2003–, B) Vald som nummer tolv. - 2002: Scottie Upshall (Predators, Flyers, Coyotes, Blue Jackets, Panthers, Blues) (2003–, HF) Vald som nummer sex. - 2003: Ryan Suter (Predators, Wild) (2005–, B) Vald som nummer sju. | - 2004: Aleksandr Radulov (Predators, Canadiens) (2006–2008, 2012, 2016–, HF) Vald som nummer 15. - 2005: Ryan Parent (Flyers, Canucks) (2006–2011, B) Vald som nummer 18. - 2006: Organisationen hade inget draftval i första omgången. - 2007: Jonathon Blum (Predators, Wild) (2010–2015, B) Vald som nummer 23. - 2008: Colin Wilson (Predators) (2009–, VF) Vald som nummer sju. - 2008: Chet Pickard (Har ännu inte spelat i NHL.) (, MV) Vald som nummer 18. - 2009: Ryan Ellis (Predators) (2011–, B) Vald som nummer elva. | - 2010: Austin Watson (Predators) (2013–, HF) Vald som nummer 18. - 2011: Organisationen hade inget draftval i första omgången. - 2012: Organisationen hade inget draftval i första omgången. - 2013: Seth Jones (Predators, Blue Jackets) (2013–, B) Vald som nummer fyra. - 2014: Kevin Fiala (Predators.) (2015–, VF) Vald som nummer elfte. - 2015: Organisationen hade inget draftval i första omgången. - 2016: Dante Fabbro (Har ännu inte spelat i NHL.) (, B) Vald som nummer 17. |